# Gepus invisus
Gepus invisus är en insektsart som beskrevs av Navás 1912. Gepus invisus ingår i släktet Gepus och familjen myrlejonsländor. Inga underarter finns listade i Catalogue of Life.